# Le cinque variazioni
Le cinque variazioni (De fem benspænd) è un film del 2003 diretto da Lars von Trier.

## Trama
Lars von Trier incontra il suo amico Jørgen Leth, regista di lunga data, e gli propone di girare cinque variazioni di un suo vecchio successo del passato, Det perfekte menneske (1967): ogni variazione, però, dovrà sottostare a ferree regole imposte da von Trier stesso. Jørgen Leth accetta di buon grado, ed anche se durante la lavorazione mostra sgomento per la difficoltà crescente delle regole, affronta la prova e lavora con lo stile di un regista consumato.

## Il film
Le cinque variazioni (The 5 Obstructions è il titolo internazionale) nasconde, sotto la veste del documentario, sia un omaggio che Lars von Trier vuol fare all'amico regista Jørgen Leth, sia una discussione profonda sul significato di cinema e dell'essere regista.
Jørgen Leth, con la sua notevole carriera registica (40 film in 40 anni), rimane sempre distaccato e professionalmente impeccabile: affronta a cuor leggero le regole impostegli con perfidia crescente dall'amico von Trier. Ma quest'ultimo non lo fa per sadico divertimento, bensì per mettere in difficoltà se non proprio in imbarazzo l'amico regista.
Per von Trier il cinema è un'esperienza talmente catartica, che ha bisogno di regole ferree per potersi autodisciplinare (le regole che si vedono nel film ricordano molto il Dogma 95, una delle varie raccolte di regole che il regista ha creato nel corso degli anni). Leth invece affronta ogni film con grande professionalità ed un distacco che non va confuso con l'indifferenza. Leth non vuole "cadere" come vorrebbe von Trier, esperienza che, come dice proprio quest'ultimo, lascerebbe su di lui dei "segni" e gli permetterebbe di crescere.
Volendo operare una piccola generalizzazione, si potrebbe dire che Leth mette nei film ciò che gli piace, von Trier ciò che non gli piace, proprio per esorcizzarlo. Due visioni differenti ma confluenti di cinema, che trovano la massima espressione nelle varie discussioni che i due hanno nel corso del film.
Il film viene presentato al Toronto Film Festival l'11 settembre 2003, mentre la sua uscita ufficiale in Danimarca è del 7 novembre 2003; arriva in Italia il 9 gennaio 2004.
I due registi vengono candidati, senza vincere però, all'European Film Awards, mentre vincono il Fipresci Prize del Motovun Film Festival (festival croato).

## Riconoscimenti
La rivista del British Film Institute Sight & Sound l'ha indicato fra i trenta film chiave del primo decennio del XXI secolo.
- Motovun Film Festival